# 1866年
1866年（1866 ねん）は、西暦（グレゴリオ暦）による、月曜日から始まる平年。

## 他の紀年法
- 干支：丙寅
- 日本（天保暦）
  - 慶應元年11月15日 - 慶應2年11月25日
  - 皇紀2526年
- 清：同治4年11月15日 - 同治5年11月25日
- 朝鮮

  - 李氏朝鮮 : 高宗3年
  - 檀紀4199年
- ベトナム（阮朝）：嗣徳19年
- 仏滅紀元：2408年 - 2409年
- イスラム暦：1282年8月13日 - 1283年8月23日
- ユダヤ暦：5626年4月14日 - 5627年4月23日
- 修正ユリウス日(MJD)：2602 - 2966
- リリウス日(LD)：103443 - 103807

※皇紀は、太陽暦採用と共に1873年に施行された。

※檀紀は、大韓民国で1948年9月25日に法的根拠を与えられたが、1961年年号廃止の法令を制定に伴い、1962年1月1日からは公式な場での使用禁止。

## カレンダー
| 1月 |    |    |    |    |    |    |
| 日  | 月 | 火 | 水 | 木 | 金 | 土 |
|     | 1  | 2  | 3  | 4  | 5  | 6  |
| 7   | 8  | 9  | 10 | 11 | 12 | 13 |
| 14  | 15 | 16 | 17 | 18 | 19 | 20 |
| 21  | 22 | 23 | 24 | 25 | 26 | 27 |
| 28  | 29 | 30 | 31 |    |    |    |
|     |    |    |    |    |    |    |

| 2月 |    |    |    |    |    |    |
| 日  | 月 | 火 | 水 | 木 | 金 | 土 |
|     |    |    |    | 1  | 2  | 3  |
| 4   | 5  | 6  | 7  | 8  | 9  | 10 |
| 11  | 12 | 13 | 14 | 15 | 16 | 17 |
| 18  | 19 | 20 | 21 | 22 | 23 | 24 |
| 25  | 26 | 27 | 28 |    |    |    |
|     |    |    |    |    |    |    |

| 3月 |    |    |    |    |    |    |
| 日  | 月 | 火 | 水 | 木 | 金 | 土 |
|     |    |    |    | 1  | 2  | 3  |
| 4   | 5  | 6  | 7  | 8  | 9  | 10 |
| 11  | 12 | 13 | 14 | 15 | 16 | 17 |
| 18  | 19 | 20 | 21 | 22 | 23 | 24 |
| 25  | 26 | 27 | 28 | 29 | 30 | 31 |
|     |    |    |    |    |    |    |

| 4月 |    |    |    |    |    |    |
| 日  | 月 | 火 | 水 | 木 | 金 | 土 |
| 1   | 2  | 3  | 4  | 5  | 6  | 7  |
| 8   | 9  | 10 | 11 | 12 | 13 | 14 |
| 15  | 16 | 17 | 18 | 19 | 20 | 21 |
| 22  | 23 | 24 | 25 | 26 | 27 | 28 |
| 29  | 30 |    |    |    |    |    |
|     |    |    |    |    |    |    |

| 5月 |    |    |    |    |    |    |
| 日  | 月 | 火 | 水 | 木 | 金 | 土 |
|     |    | 1  | 2  | 3  | 4  | 5  |
| 6   | 7  | 8  | 9  | 10 | 11 | 12 |
| 13  | 14 | 15 | 16 | 17 | 18 | 19 |
| 20  | 21 | 22 | 23 | 24 | 25 | 26 |
| 27  | 28 | 29 | 30 | 31 |    |    |
|     |    |    |    |    |    |    |

| 6月 |    |    |    |    |    |    |
| 日  | 月 | 火 | 水 | 木 | 金 | 土 |
|     |    |    |    |    | 1  | 2  |
| 3   | 4  | 5  | 6  | 7  | 8  | 9  |
| 10  | 11 | 12 | 13 | 14 | 15 | 16 |
| 17  | 18 | 19 | 20 | 21 | 22 | 23 |
| 24  | 25 | 26 | 27 | 28 | 29 | 30 |
|     |    |    |    |    |    |    |

| 7月 |    |    |    |    |    |    |
| 日  | 月 | 火 | 水 | 木 | 金 | 土 |
| 1   | 2  | 3  | 4  | 5  | 6  | 7  |
| 8   | 9  | 10 | 11 | 12 | 13 | 14 |
| 15  | 16 | 17 | 18 | 19 | 20 | 21 |
| 22  | 23 | 24 | 25 | 26 | 27 | 28 |
| 29  | 30 | 31 |    |    |    |    |
|     |    |    |    |    |    |    |

| 8月 |    |    |    |    |    |    |
| 日  | 月 | 火 | 水 | 木 | 金 | 土 |
|     |    |    | 1  | 2  | 3  | 4  |
| 5   | 6  | 7  | 8  | 9  | 10 | 11 |
| 12  | 13 | 14 | 15 | 16 | 17 | 18 |
| 19  | 20 | 21 | 22 | 23 | 24 | 25 |
| 26  | 27 | 28 | 29 | 30 | 31 |    |
|     |    |    |    |    |    |    |

| 9月 |    |    |    |    |    |    |
| 日  | 月 | 火 | 水 | 木 | 金 | 土 |
|     |    |    |    |    |    | 1  |
| 2   | 3  | 4  | 5  | 6  | 7  | 8  |
| 9   | 10 | 11 | 12 | 13 | 14 | 15 |
| 16  | 17 | 18 | 19 | 20 | 21 | 22 |
| 23  | 24 | 25 | 26 | 27 | 28 | 29 |
| 30  |    |    |    |    |    |    |
|     |    |    |    |    |    |    |

| 10月 |    |    |    |    |    |    |
| 日   | 月 | 火 | 水 | 木 | 金 | 土 |
|      | 1  | 2  | 3  | 4  | 5  | 6  |
| 7    | 8  | 9  | 10 | 11 | 12 | 13 |
| 14   | 15 | 16 | 17 | 18 | 19 | 20 |
| 21   | 22 | 23 | 24 | 25 | 26 | 27 |
| 28   | 29 | 30 | 31 |    |    |    |
|      |    |    |    |    |    |    |

| 11月 |    |    |    |    |    |    |
| 日   | 月 | 火 | 水 | 木 | 金 | 土 |
|      |    |    |    | 1  | 2  | 3  |
| 4    | 5  | 6  | 7  | 8  | 9  | 10 |
| 11   | 12 | 13 | 14 | 15 | 16 | 17 |
| 18   | 19 | 20 | 21 | 22 | 23 | 24 |
| 25   | 26 | 27 | 28 | 29 | 30 |    |
|      |    |    |    |    |    |    |

| 12月 |    |    |    |    |    |    |
| 日   | 月 | 火 | 水 | 木 | 金 | 土 |
|      |    |    |    |    |    | 1  |
| 2    | 3  | 4  | 5  | 6  | 7  | 8  |
| 9    | 10 | 11 | 12 | 13 | 14 | 15 |
| 16   | 17 | 18 | 19 | 20 | 21 | 22 |
| 23   | 24 | 25 | 26 | 27 | 28 | 29 |
| 30   | 31 |    |    |    |    |    |
|      |    |    |    |    |    |    |

## できごと

### 1月
- 1月12日 - 英国で王立航空協会(Royal Aeronautical Society)設立[要出典]。
- ドストエフスキー「罪と罰」連載開始
- 1月30日  - 浅草の大火で雷門が焼失。慶応元年12月14日午後10時ごろ、浅草三軒町から出火して浅草一円を焼いた。[1]

### 2月
- 2月4日 - メリー・ベーカー・エディが聖書で大怪我から回復
- 2月13日 - ジェシー・ジェイムズが最初の銀行強盗に成功（銀行強盗の日）

### 3月
- 3月7日（慶応2年1月21日） - 薩長同盟成立
- 3月8日 - 丙寅教獄: 李氏朝鮮でフランス人宣教師他カトリック教徒の虐殺が始る
- 3月9日（慶応2年1月23日） - 坂本龍馬襲撃事件（寺田屋事件）

### 4月
- 4月4日 - アレクサンドル2世暗殺未遂（キエフ）
- 4月8日 - イタリア王国とプロイセン王国がオーストリア帝国に対抗する同盟を結成
- 4月9日 - 米国で公民権法(en:Civil Rights Act of 1866)成立
- 4月10日 - 米国動物虐待防止協会設立

### 5月
- 5月2日 - チンチャ諸島戦争（スペイン語版、英語版）: カヤオの戦い(Battle of Callao)
- 5月16日
  - 米国でルートビアが商品化
  - 米国議会が5セント硬貨発行を決定
- 5月28日 - 初めての病院用救急車が運用開始（米国シンシナティ）
- 5月30日 - ベドルジハ・スメタナ歌劇「売られた花嫁」初演（プラハ）

### 6月
- 6月5日 - 冥王星が遠日点に到達（次回は2113年）
- 6月8日 - 自治領カナダ議会が初会合
- 6月13日 - 米国で憲法修正第14条が提案（批准成立1868年）
- 6月15日 - 普墺戦争: プロイセン王国がオーストリア帝国およびドイツ連邦諸国に宣戦布告
- 6月20日 - 普墺戦争: イタリア王国がオーストリアに宣戦布告
- 6月25日（慶応2年5月13日） - 幕府が英米仏蘭との改税約書（江戸条約）に調印（7月1日実施）
- 6月27日 -  普墺戦争: ランゲンザルツァの戦い（ドイツ語版）
- 6月28日 - 英国でスタンリー第3次内閣成立

### 7月
- 7月1日 - ルーマニアで最初の憲法施行
- 7月3日
  - 普墺戦争: ケーニヒグレーツの戦い: プロイセン軍がオーストリア軍に大勝
  - プロイセン衆議院の総選挙。ビスマルク政府支持派が大勝。自由主義派は過半数を失う。
- 7月6日 - イギリスで第3次ダービー伯爵内閣（保守党政権）成立
- 7月18日（慶応2年6月7日） - 第二次長州征伐: 幕府軍と長州軍の戦闘開始
- 7月20日 - 普墺戦争: リッサ海戦
- 7月24日 - レコンストラクション: テネシー州がアメリカ連合国諸州ではじめてアメリカ合衆国に復帰
- 7月25日
  - 米国議会が陸軍元帥を認可: ユリシーズ・グラントが初の元帥となる
  - デヴィッド・ファラガットが初の海軍大将(Full Admiral)となる
- 7月27日 - 大西洋横断電信ケーブル完成
- 7月28日 - 米国でメートル法が合法化
- 7月29日（慶応2年6月18日） - 第二次長州征伐: 長州軍が浜田城を占領
- 7月30日（慶応2年6月19日） - 蝦夷松前藩、第13代藩主松前徳広が襲封

### 8月
- 8月20日 - 南北戦争: ジョンソン大統領が終結を公式に宣言
- 8月23日 - 普墺戦争: プラハ条約: ドイツ連邦解体
- 8月29日（慶応2年7月20日） - 第二次長州征伐: 徳川家茂が出陣中に病死
- 8月終わり、プロイセンと北ドイツ諸国が北ドイツ連邦規約を締結。北ドイツ連邦憲法制定議会設置を合意。

### 9月
- 9月9日（慶応2年8月1日） - 第二次長州征伐: 長州軍が小倉城を占領

### 10月
- 10月12日 - ウィーン条約: オーストリア帝国がヴェネツィアをイタリア王国に割譲
- 10月14日 - 丙寅洋擾: フランスが丙寅教獄の報復として朝鮮を攻撃し江華島を占拠
- 10月31日（慶応2年9月23日） - 徳川家茂葬儀（増上寺）

### 11月
- 11月17日 - アンブロワーズ・トマ歌劇「ミニョン」初演（オペラ＝コミック座）

### 12月
- 12月12日 - 英国オーク炭坑で爆発事故(The Oaks explosion)（死者338名、英国第二の炭坑事故）
- 12月21日 - 世界初の魚雷(Minenschiff)が完成

### 日付不詳
- アルフレッド・ノーベルがダイナマイトを発明
- 福澤諭吉「西洋事情（巻之一）」刊行

## 誕生
- 1月5日 - ラモン・カザス、画家（+ 1932年）
- 1月8日 - ハリス・ライアン、電子工学研究者（+ 1934年）
- 1月13日 - ヴァシリー・カリンニコフ、作曲家（+ 1901年）
- 1月14日 - ヤーン・ポスカ、政治家 (+1920年)
- 1月15日 - ナータン・セーデルブロム、キリスト教聖職者（+ 1931年）
- 1月17日（慶応元年12月1日） - 松方幸次郎、実業家（+ 1950年）
- 1月23日（慶応元年12月7日） - 川島浪速、大陸浪人（+ 1949年）
- 1月29日 - ロマン・ロラン、小説家（+ 1944年）
- 2月16日 - ヨハン・シュトラウス3世、音楽家（+ 1939年）
- 2月16日 - ビリー・ハミルトン、メジャーリーガー（+ 1940年）
- 2月16日 - 斎藤秀三郎、英語学者  (+1929年)
- 2月18日（慶応2年1月4日） - 中川小十郎、貴族院議員、立命館大学創設者（+ 1944年）
- 2月25日 - ベネデット・クローチェ、哲学者（+ 1952年）
- 2月26日（慶応2年1月12日）- 河口慧海、仏教学者・探検家（+ 1945年）
- 3月17日（慶応2年2月1日） - 野口幽香、幼児教育者・社会事業家（+ 1950年）
- 3月21日（慶応2年2月5日） - 若槻禮次郎、大蔵官僚、政治家（+ 1949年）
- 4月1日 - フェルッチョ・ブゾーニ、作曲家（+ 1924年）
- 4月10日（慶応2年2月25日） - 寺崎広業、日本画家（+ 1919年）
- 4月13日 - ブッチ・キャシディ、ガンマン・無法者（+ 1908年）
- 4月14日 - アン・サリヴァン、ヘレン・ケラーの家庭教師として知られる教育者（+ 1936年）
- 4月24日（慶応2年3月10日） - 石井菊次郎、日本の外務大臣（+ 1945年）
- 5月12日 - グスタフ・アドルフ・フォン・ゲッツェン、探検家（+ 1910年）
- 5月13日 - オトカル・ノヴァーチェク、ヴァイオリニスト・作曲家（+ 1900年）
- 5月17日 - エリック・サティ、フランスの作曲家（+ 1925年）
- 6月26日 - ジョージ・ハーバート (第5代カーナヴォン伯)、イギリスの貴族（+ 1923年）
- 6月29日（慶応2年5月17日） - 高楠順次郎、仏教学者（+ 1945年）
- 7月1日 - チャールズ・ダベンポート、生物学者（+ 1944年）
- 7月20日（慶応2年6月9日） - 二宮忠八、飛行機技術者（+ 1936年）
- 7月21日 - マット・キルロイ、メジャーリーガー（+ 1940年）
- 7月28日 - ビアトリクス・ポター、イギリスの絵本作家（+ 1943年）
- 8月9日（慶応2年6月29日） - 黒田清輝、画家（+ 1924年）
- 8月12日 - ハシント・ベナベンテ、劇作家（+ 1954年）
- 8月19日（慶応2年7月10日） - 中村不折、洋画家・書家（+ 1943年）
- 9月1日 - ジェームス・J・コーベット、アメリカのボクサー（+ 1933年）
- 9月3日 - 鳳凰馬五郎、大相撲元力士・大関（+ 1907年）
- 9月9日 - ロジャー・フライ、画家・芸術批評家（+ 1934年）
- 9月21日 - シャルル・ジュール・アンリ・ニコル、細菌学者（+ 1936年）
- 9月21日 - ハーバート・ジョージ・ウェルズ、SF作家（+ 1946年）
- 9月25日 - トーマス・ハント・モーガン、遺伝学者（+ 1945年）
- 10月6日 - レジナルド・フェッセンデン、発明家（+ 1932年）
- 10月12日 - ラムゼイ・マクドナルド、イギリスの首相（+ 1937年）
- 11月11日（慶応2年10月5日） - 藤井健次郎、植物学者・遺伝学者（+ 1952年）
- 11月12日（慶応2年10月6日） - 孫文、中国の革命家（+ 1925年）
- 11月20日 - ケネソー・マウンテン・ランディス、MLBコミッショナー（+ 1944年）
- 11月21日（慶応2年10月15日） - 小錦八十吉 (横綱)、大相撲第17代横綱（+ 1914年）
- 11月26日 - ヒュー・ダフィー、メジャーリーガー（+ 1954年）
- 11月30日 - ロバート・ブルーム、古人類学者（+ 1951年）
- 12月11日 - アントワーヌ・メイエ、言語学者（+ 1936年）
- 12月12日 - アルフレート・ヴェルナー、化学者（+ 1919年）
- 12月16日 - ワシリー・カンディンスキー、画家（+ 1944年）
- 12月29日 - ガス・ウェイイング、メジャーリーガー（+ 1955年）

## 死去
- 1月16日 - フィニアス・クインビー、ニューソート指導者（* 1802年）
- 1月31日 - フリードリヒ・リュッケルト、詩人（* 1788年）
- 2月28日（慶応2年1月14日） - 高島秋帆、砲術家（* 1798年）
- 3月11日（慶応2年1月25日） - 赤禰武人、奇兵隊総管（* 1838年）
- 3月24日 - マリー・アメリー・ド・ブルボン、フランス王ルイ・フィリップの妃（* 1782年）
- 3月28日（慶応2年2月12日） - 河合耆三郎、新選組勘定方（* 1838年）
- 4月26日 - ヘルマン・ゴルトシュミット、天文学者（* 1802年）
- 5月11日 - ジョージ・バジャー、第12代アメリカ合衆国海軍長官（* 1795年）
- 5月22日（慶応2年4月8日） - 吉良の仁吉、幕末の侠客（* 1839年）
- 6月6日（慶応2年4月25日） - 松前崇広、老中、蝦夷地松前藩第12代藩主（* 1829年）
- 6月20日（慶応2年5月8日） - 四代目市川小團次、歌舞伎役者（* 1812年）
- 7月20日 - ベルンハルト・リーマン、数学者（* 1826年）
- 8月29日（慶応2年7月20日） - 徳川家茂、江戸幕府第14代征夷大将軍（* 1846年）
- 9月5日 - ジュール・デュピュイ、経済学者（* 1804年）
- 9月25日 - カール・ヘンケ、天文学者（* 1793年）
- 10月5日 - レオポルト・フォン・ヘニング、哲学者（* 1791年）
- 10月18日 - フィリップ・フランツ・フォン・シーボルト、医師・博物学者（* 1796年）
- 10月26日（慶応2年9月18日） - 海保漁村、儒学者（* 1798年）
- 11月14日 - ミゲル1世、ポルトガル王（* 1802年）
- 11月23日 - ケイヴ・ジョンソン、第15代アメリカ合衆国郵政長官（* 1793年）
- 12月1日 - ジョージ・エベレスト、探検家（* 1790年）
- 12月3日 - ヤン・ヴァーツラフ・カリヴォダ、作曲家（* 1801年）
- 12月4日（慶応2年10月28日） - お由羅の方、薩摩藩主島津斉興の側室・お由羅騒動首謀者（* 1795年）
- 12月19日 - ミハイル・ペトラシェフスキー、社会主義者（* 1821年）